# Noordereiland (Rotterdam)
Het Noordereiland in Nederland is een eiland in de Nieuwe Maas in Rotterdam, verbonden door de Willemsbrug en Koninginnebrug. Het heeft 3600 inwoners en is onderdeel van het stadsdeel Feijenoord in Rotterdam-Zuid. Sinds 2005 heeft het eiland de status van beschermd stadsgezicht.

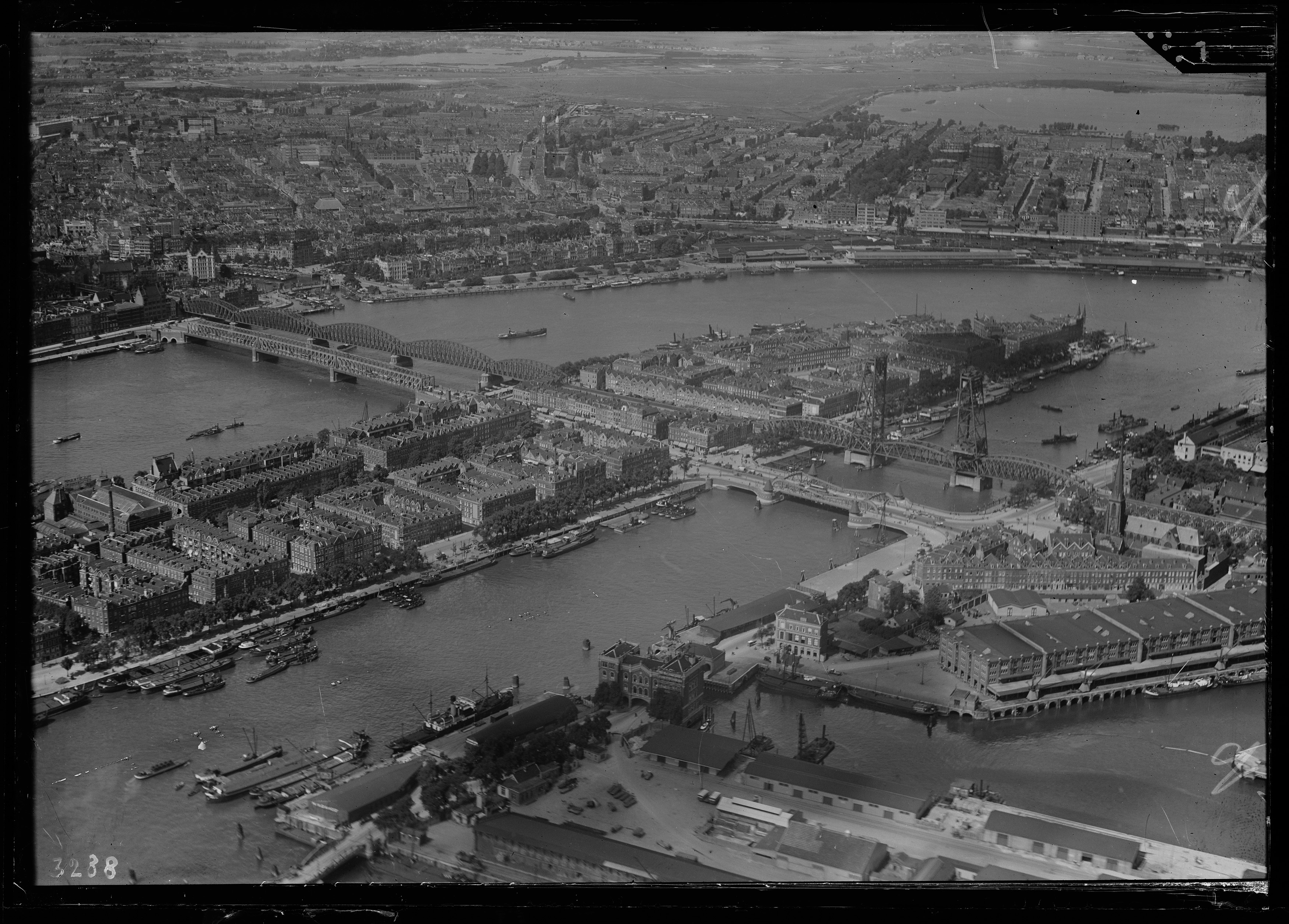
Luchtfoto van het Noordereiland, tussen 1920 en 1940

In 1600 is het nog niet bestaande Noordereiland een zandplaat aan de oever van de Maas, waar misdadigers verhangen werden aan de admiraliteitsgalg. Het Noordereiland dankt zijn naam aan de Noorderhaven (tegenwoordig Koningshaven) die onder leiding van C.B. van der Tak tussen 1872 en 1874 werd gegraven. Door het graven van de Noorderhaven werd het Noordereiland afgescheiden van het toenmalige eiland Fijenoord. Mannen zoals Van der Tak, Rose, Thorbecke, Heemskerk, Pincoffs, alsmede de Rotterdamse Handelsvereniging, staan aan de wieg van de ontwikkelingen in het gebied. De Rus Achilles de Khotinsky bouwt in 1884 aan de Prins Hendrikkade 35 de eerste gloeilampen- en accumulatorenfabriek van Nederland. Rond 1900 wonen er ca. 8.000 mensen op het eiland. Tussen 1926 en 1929 worden de draaibruggen vervangen door De Hef en de Koninginnebrug, een basculebrug. In 1907 opende de gemeente Rotterdam een drijvende houten bad- en zweminrichting aan de Maaskade, die in 1962 gesloten werd wegens vervuild rivierwater en omdat er geen geld meer voor onderhoud was.
Tot de laatste tien jaren van de twintigste eeuw kenmerkte het eiland zich door een grote bedrijvigheid. Zowel aan de Maaskade, aan de noordzijde van het eiland, als aan de Prins Hendrikkade aan de zuidzijde lagen de binnenvaartschepen soms vijf tot zes rijen breed. De Stoomboot en transportonderneming W. van Driel, was sinds 1915 gevestigd in een pand aan de Maaskade en uitgegroeid tot het belangrijkste overslagbedrijf in de Rotterdamse haven. Sinds 1979 is het pand in gebruik bij makelaardij Ooms. Het eiland werd bewoond door een grote populatie schippers. De middenstand voer er wel bij. Begin jaren 90 telde het eiland nog vier kruideniers, een schoenmaker, vier slagers, twee drogisterijen, twee bakkers, een postkantoor met pinautomaat en een bankkantoor met pinautomaat. De laatste twee werden eind '90 opgeheven, één bakker overleefde, de schoenmaker verdween, evenals alle slagers. Plusmarkt Van Dijk, ontstaan uit Groenteboer Van Dijk van het Burgemeester Hoffmannplein, hield er in 2003 mee op. De winkelruimte werd gehuurd door SPAR Matze. Eind jaren 90 had zich op de Maaskade een ALDI gevestigd. Op het landhoofd van de oude Willemsbrug is het openlucht visrestaurant A La Planche gevestigd, dat alleen onder goede weersomstandigheden geopend is. Wie op de Prins Hendrikkade goed zoekt, vindt daar nog de rails van havenkranen die er scheepslading oversloegen. Met de komst van de container en de verplaatsing van havenactiviteiten naar Botlek, Europoort en Maasvlakte is het Noordereiland meer woonwijk geworden.
Bij de Duitse bombardementen in mei 1940 bleef het Noordereiland veel beter bewaard dan andere delen van de stad, omdat het Noordereiland door de Luftwaffe ontzien werd, aangezien de Duitsers zich er verschanst hadden (zie ook de Strijd om de Maasbruggen in Rotterdam). Wel zijn door een aantal Engelse bombardementen, die bedoeld waren om de Duitsers te verjagen, meer dan 600 woningen aan de punten van het Noordereiland verwoest.. Een van de getroffen punten, het oude Prinsenhoofd, werd in 1961 deels weggegraven om op 20 meter diepte een sleuf in de rivierbodem van de Nieuwe Maas te kunnen vormen tijdens de aanleg van de Rotterdamse metro. Thans draagt de groenstrook bij de Meeuwenstraat de naam Prinsenhoofd.
De aanleg van de nieuwe Willemsbrug in 1981 en de Willemsspoortunnel in 1994 hebben de oostkant van het eiland nogal veranderd door veel sloop van oude gebouwen en nieuwbouw. De woningen aan de Van der Takstraat zijn vervangen door nieuwbouw en het terrein tot aan de Willemsbrug is getransformeerd in 'Ons park'. De Koopvaardijhof werd in 1982 opgeleverd bij het Antwerpse Hoofd. In 1995 werd de NV Biscuitfabriek De Maasstad v/h F. Verdickt aan de Maaskade opgeheven, die hier sinds 1921 koekjes gefabriceerd had. In januari 2022 start Van Wijnen Dordrecht b.v. met de transformatie van het kantoorpand aan de Prins Hendrikkade 10-16, waardoor er 102 appartementen bijkomen.
Het Hulstkamp-gebouw uit 1892 is een rijksmonument aan de Maaskade. Aan het begin van het Burgemeester Hoffmanplein staat de door Henri Evers in 1898 ontworpen Wilhelminafontein ter gelegenheid van de troonsbestijging van Koningin Wilhelmina. 
Vanaf het (oude) Prinsenhoofd en Antwerpsehoofd kon men vroeger met het voetveer (en later wagenveer) van de Rotterdamse gemeentelijke Rederij Heen en Weer snel naar nabijgelegen delen van de stad reizen.
Een deel van de wijk is een beschermd stadsgezicht.

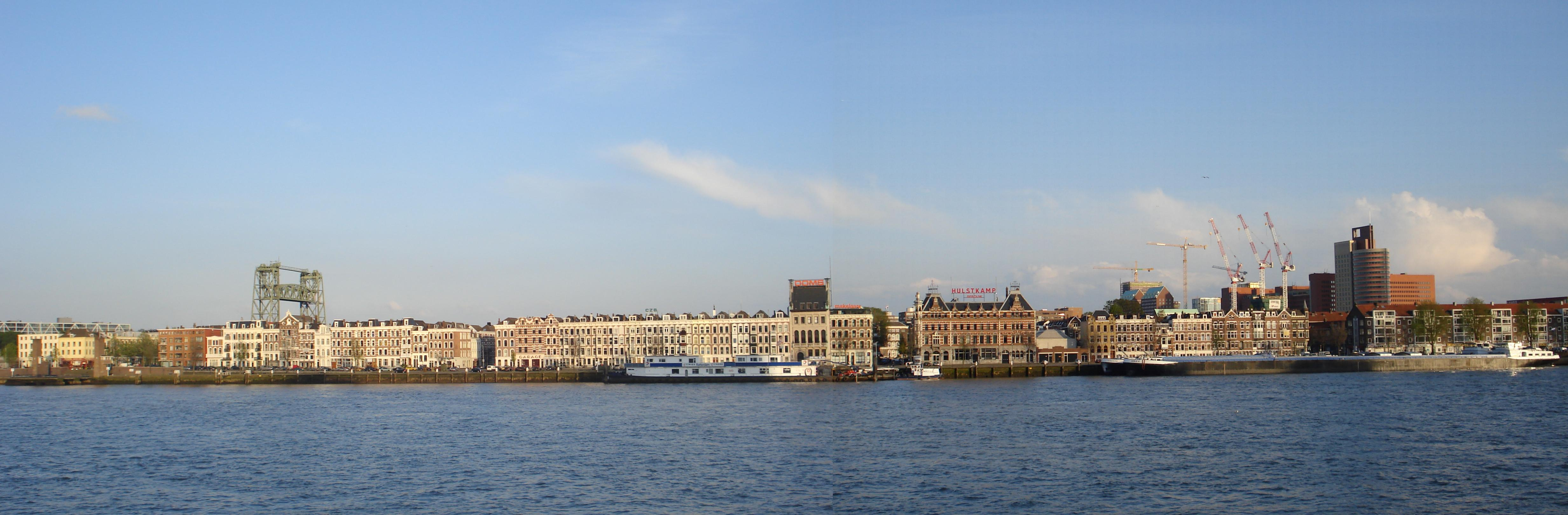
Panorama op Noordereiland vanaf de Boompjes.
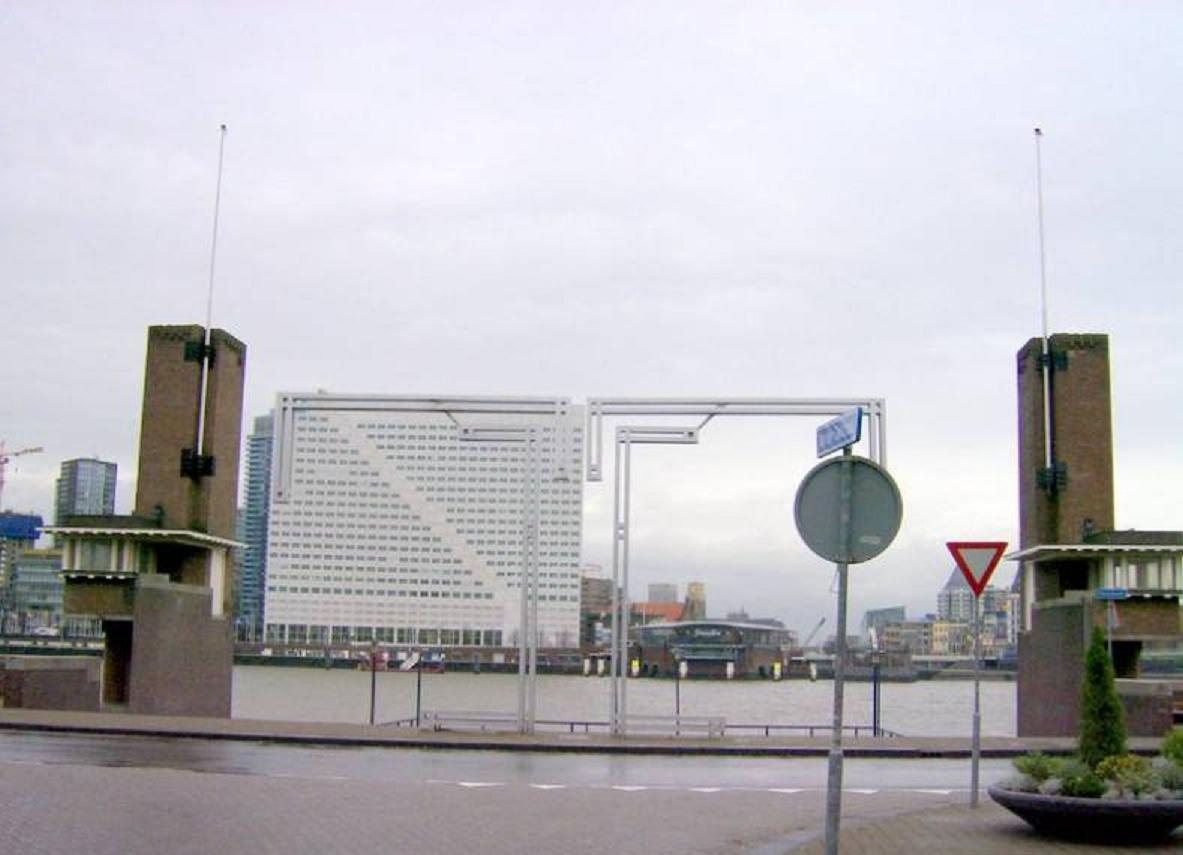
Voormalige brughoofden van de Oude Willemsbrug en monument zijde Noordereiland
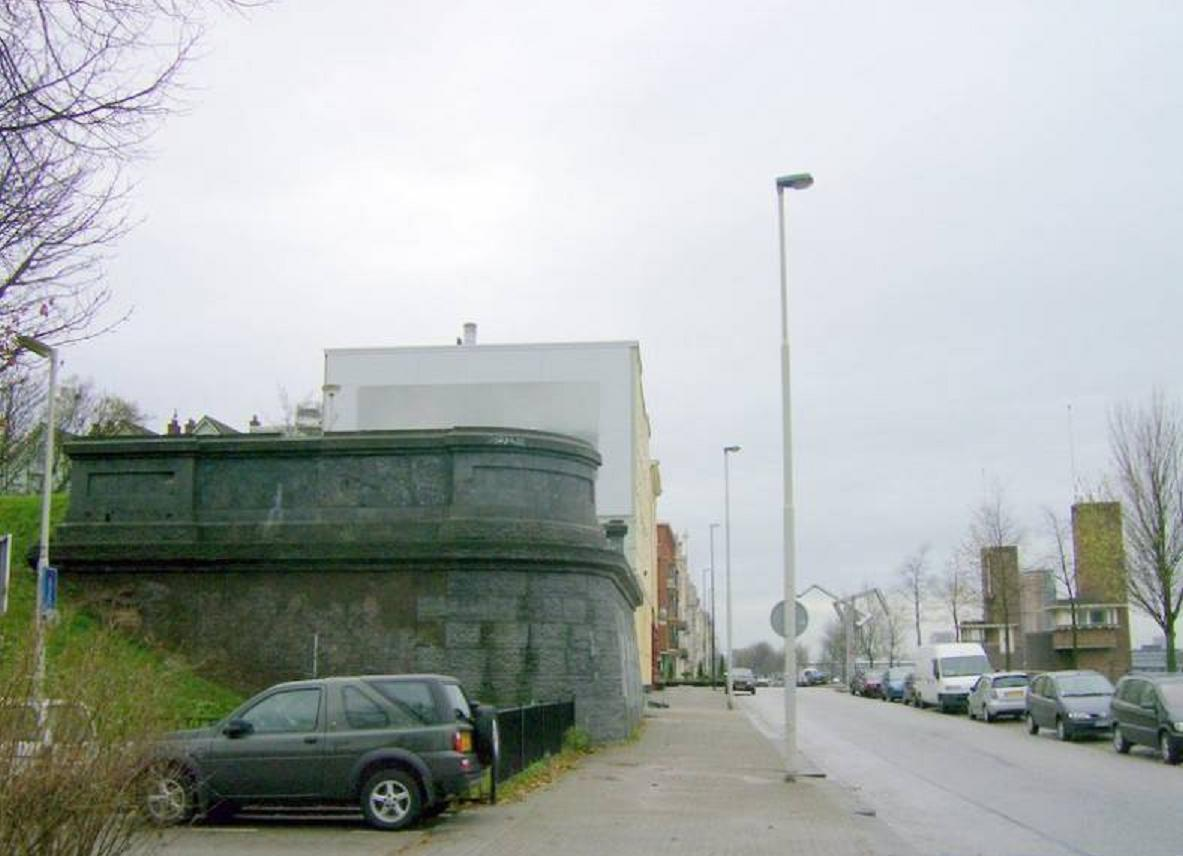
Maaskade met links een overblijfsel van de voormalige spoorwegviaduct en rechts met monument de 2 voormalige brugwachtershuisjes van de Oude Willemsbrug.
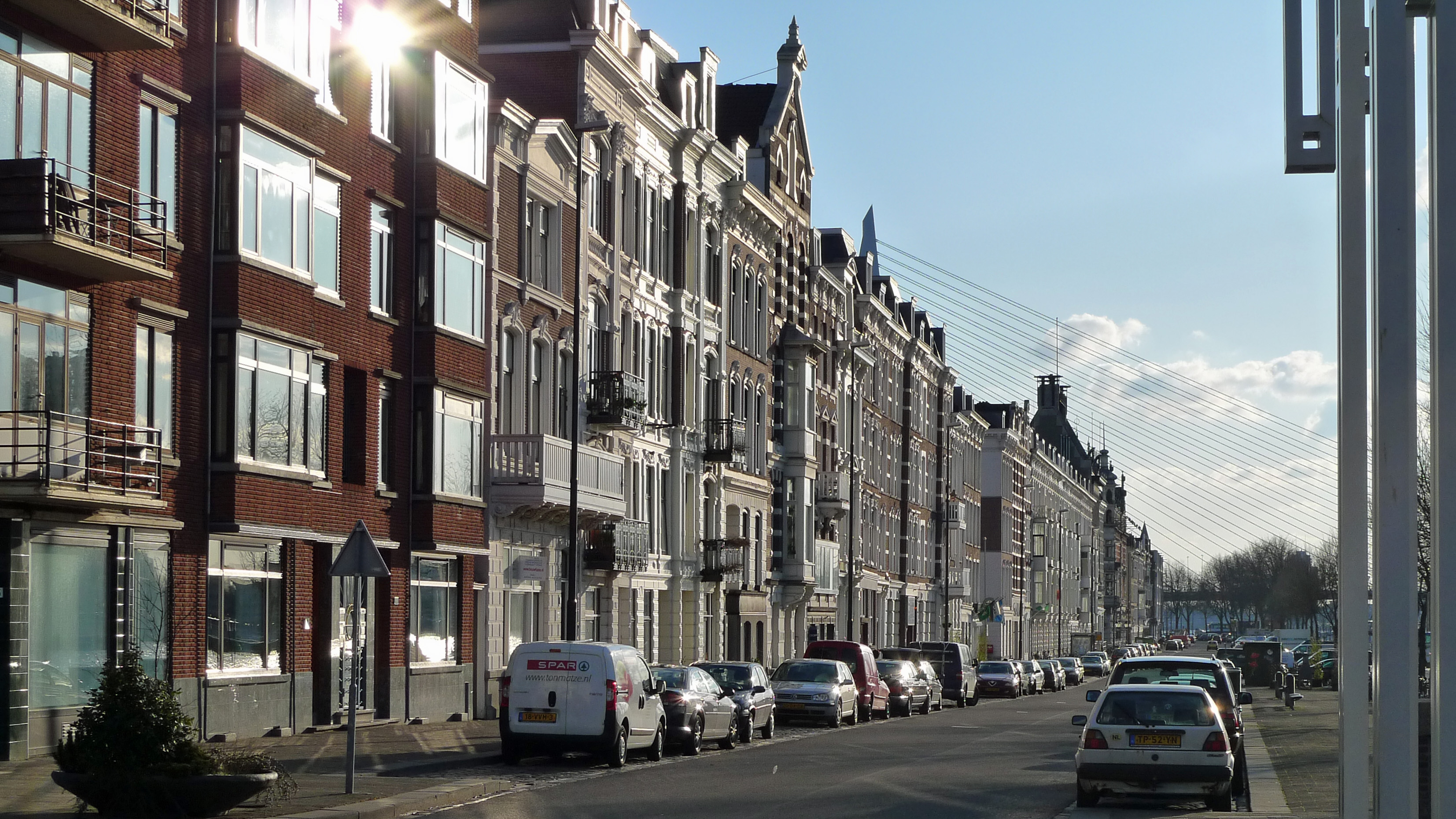
De Maaskade met op de achtergrond de tuien van de Erasmusbrug
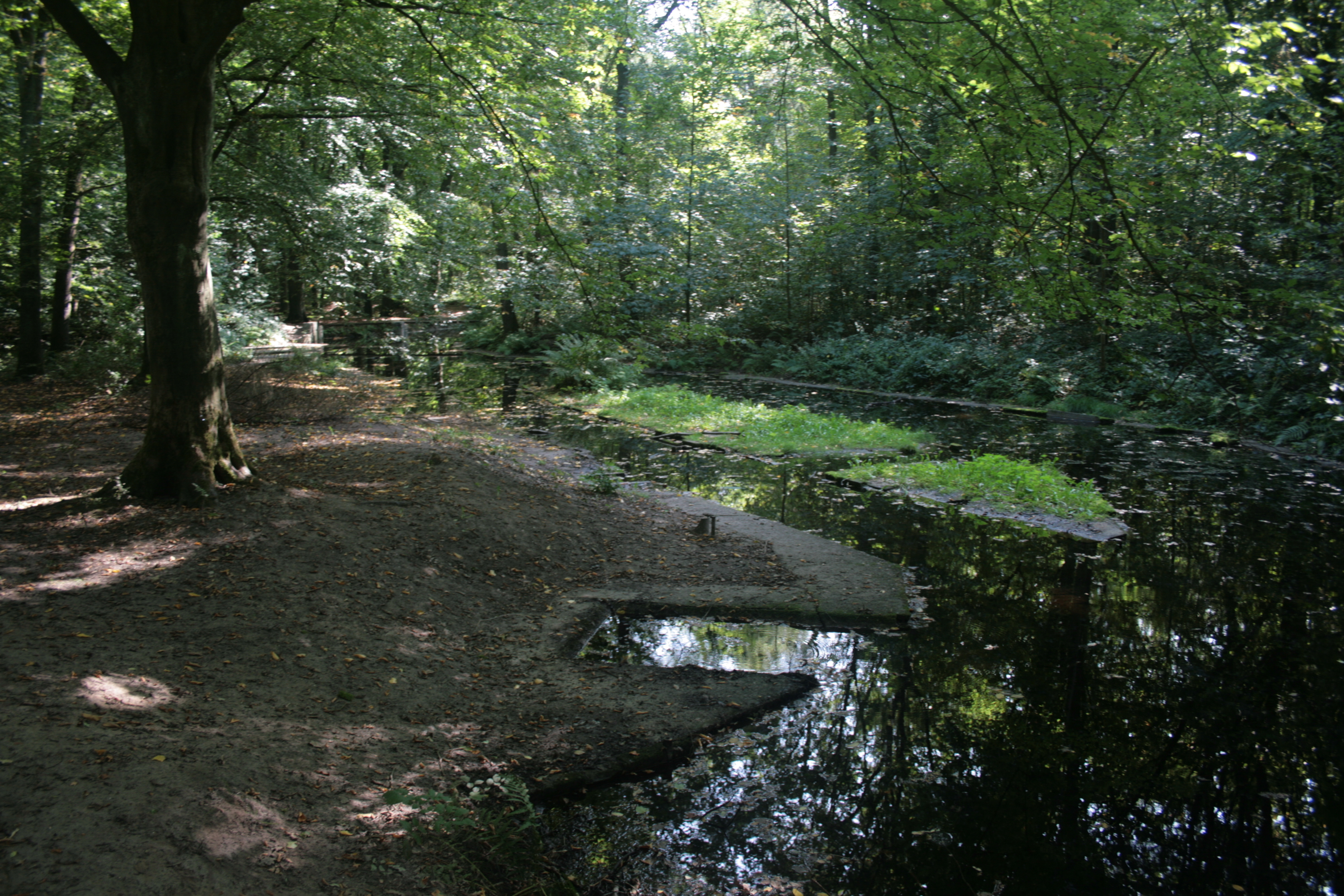
Model van het Noordereiland in het Waterloopbos. Aangelegd voor onderzoek naar de aanleg van de Willemsspoortunnel.